# Tessa Thompson
Tessa Lynne Thompson (Los Angeles, 3 oktober 1983) is een Amerikaanse actrice. Ze is vooral bekend van de tv-serie Veronica Mars en de films Selma (2014) en Creed (2015).

## Biografie
Tessa Thompson werd in 1983 geboren in Los Angeles, waar ze ook opgroeide. Winter- en zomerperiodes bracht ze in haar jeugd door in New York bij haar vader, singer-songwriter Marc Anthony Thompson. Ze studeerde aan Santa Monica High School en sloot zich vervolgens aan bij Santa Monica College, waar ze culturele antropologie studeerde. 
In 2002 maakte Thompson haar professioneel podiumdebuut met een rol in het toneelstuk The Tempest van William Shakespeare. Een jaar later vertolkte ze Juliet in Romeo and Juliet: Antebellum New Orleans, 1836. Voor die rol werd ze genomineerd voor een NAACP Theatre Award.

### Televisie
In 2005 was Thompson te zien in een aflevering van Cold Case. Ze vertolkte een lesbische dranksmokkelaarster uit de jaren 1930. Datzelfde jaar werd ze ook gecast als Jackie Cook in de serie Veronica Mars. In totaal werkte ze mee aan 22 afleveringen van de mysterieserie. In de daaropvolgende jaren had ze ook kleine rollen in de series Life, Grey's Anatomy, Private Practice en Heroes. Vanaf 2012 werkte ze ook negentien afleveringen mee aan Copper, de eerste tv-serie die door BBC America ontwikkeld werd.

### Film
Thompsons eerste filmproject was When a Stranger Calls (2006), een remake van de gelijknamige horrorfilm uit 1979. In 2014 vertolkte ze een hoofdrol in de onafhankelijke film Dear White People en speelde ze mensenrechtenactiviste Diane Nash in Selma. In 2015 was Thompson te zien in Creed, een spin-off van de Rocky-filmreeks.

### Muziek
Thompson maakt deel uit van de electro-soulband Caught A Ghost. De groep verzorgde enkele nummers voor de soundtrack van de film Dear White People, waarin Thompson een hoofdrol vertolkte.